# 德特勒夫·奥克伦特
德特勒夫·奥克伦特（德語：Detlef Okrent，1909年10月26日—1983年1月24日），德国男子曲棍球运动员，场上位置是后卫。他曾代表德国参加1936年夏季奥林匹克运动会曲棍球比赛，获得一枚银牌。